# Џеф Хорнасек
Џефри Џон Хорнасек (рођен 3. маја 1963. године у Елмхерсту) је некадашњи амерички кошаркаш са сада и кошаркашки тренер. Тренутно је главни тренер Финикс санса. Као играч важио је за пре свега одличног шутера. Двоструки је победник такмичења у шутирању тројки на ол-стар викенду.

## Играчка каријера
Џеф је драфтован у другој рунди драфта 1986. године од стране Финикс санса. У екипи Финикса био је једна од првих опција у нападу, и успели су да четири пута узастопно буду у доигравању. Ипак чинило се да тим нема превише могућности да неком припрети у самом плеј-офу. Сезона 1991/92. била је његова најбоља у Финиксу бележећи просечно 20,1 поена, заслуживши да буде изабран за Ол-стар утакмицу. Након тгоа са још двојицом саиграча је био трејдован у Филаделфију у замену за Чарлса Барклија. Ипак у Филаделфији се није дуго задржао и већ следеће сезоне, фебруара 1994. је био поново трејдован у Јуту.
Период проведен у Јути је његов најбољи период у играчкој каријери. Коначно је играо на својој природној позицији бека шутера, с обзиром да је на позицији плеја имао Џона Стоктона. У нападу је био трећа опција иза поменутог Стоктона и Карла Мелоуна. 23. новембра 1994. године на утакмици против Сијетла успео је да постигне 8 тројки без промашаја, што је био тадашњи рекорд НБА лиге. Два пута су успели да дођу до самог НБА финала, 1997. и 1998. године, али у оба победу је однела екипа Чикаго булса са Мајкл Џорданом на челу.

## Тренерска акријера
Већ 2007. године био је део тренерске екипе у Јути која је радила са играчима на побољшању шута. 2011. године постаје и званични помоћник тренера у Јути. Током 2013. године био ја кандидат за главног тренера у његова два бивша тима, у Филаделфији и Финиксу, али и у Шарлот бобкетсима. Именован је за главног тренера Финикса 28. маја 2013. године.

### НБА тренерска статистика
| Тим       | Година   | У   | ПОБ | ПОР | УС%  | Пласман               | ПУ | ППОБ | ППОР | ПУС% | Пласман у плеј-офу |
| --------- | -------- | --- | --- | --- | ---- | --------------------- | -- | ---- | ---- | ---- | ------------------ |
| Финикс    | 2013/14. | 82  | 48  | 34  | .585 | 3. у Пацифик дивизији | —  | —    | —    | —    | Пропустили плеј-оф |
| Финикс    | 2014/15. | 82  | 39  | 43  | .476 | 3. у Пацифик дивизији | —  | —    | —    | —    | Пропустили плеј-оф |
| Ќаријера' |          | 164 | 87  | 77  | .530 |                       | —  | —    | —    | —    |                    |

## Остало
Хорнасек је пореклом Чех. Током каријере изводио је слободна бацања на веома карактеристичан начин. Пре самог шута, у почетку је два пута а када је добио треће дете је три пута је руком прелазио преко образа што је био поздрав за његово троје деце.